# Gary Sawyer
Gary Sawyer, né le 5 juillet 1985 à Bideford (Angleterre), est un footballeur anglais.